# Amt Kirchspielslandgemeinden Eider
Het Amt Kirchspielslandgemeinden Eider is een Amt in de Duitse deelstaat Sleeswijk-Holstein. Het Amt in Dithmarschen ontstond in 2008 door de samenvoeging van de voormalige Ämter Kirchspielslandgemeinde Hennstedt, Kirchspielslandgemeinde Lunden en Kirchspielslandgemeinde Tellingstedt. Bij de vorming bestond het Amt uit 35 gemeenten, nu nog uit 34 na de fusie in 2009 van Hägen met Süderheistedt.
Bestuurscentrum van het Amt is Hennstedt. In Tellingstedt en Lunden zijn bijkantoren gevestigd.

## Deelnemende gemeenten
1. Barkenholm
2. Bergewöhrden
3. Dellstedt
4. Delve
5. Dörpling
6. Fedderingen
7. Gaushorn
8. Glüsing
9. Groven
10. Hemme
11. Hennstedt
12. Hollingstedt
13. Hövede
14. Karolinenkoog
15. Kleve
16. Krempel
17. Lehe
18. Linden
19. Lunden
20. Norderheistedt
21. Pahlen
22. Rehm-Flehde-Bargen
23. Sankt Annen
24. Schalkholz
25. Schlichting
26. Süderdorf
27. Süderheistedt
28. Tellingstedt
29. Tielenhemme
30. Wallen
31. Welmbüttel
32. Westerborstel
33. Wiemerstedt
34. Wrohm